# Corrent Agulhas
El Corrent Agulhas o Corrent de les Agulhas (en portuguès: Corrente das Agulhas) és el corrent oceànic occidental del sud-oest de l'oceà Índic. Flueix cap avall de la costa est d'Àfrica de les latituds 27°S a 40°S. És un corrent estret i fort.

## Propietats físiques

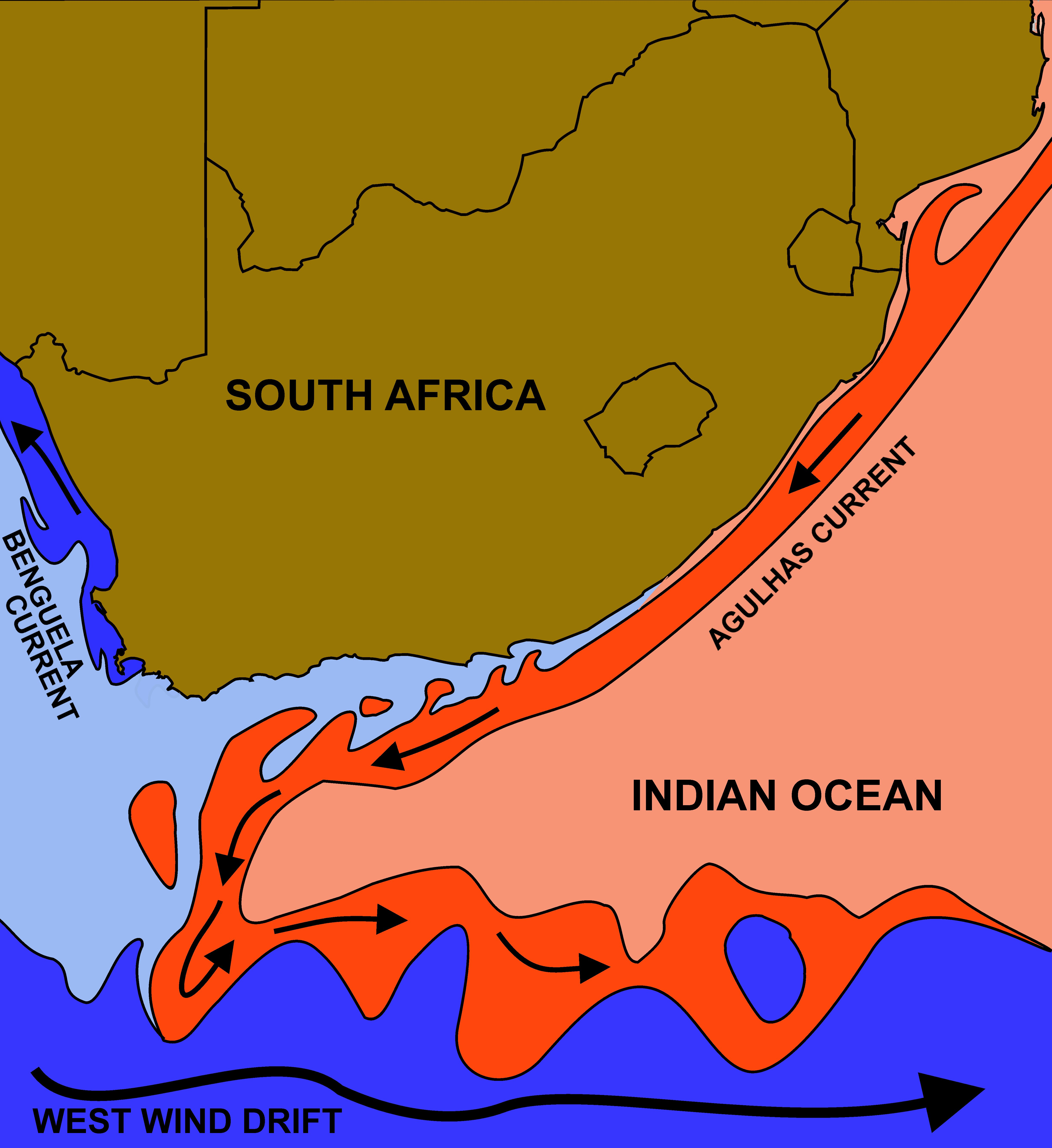
Els cursos del corrent d'Agulhas (vermell) al llarg de la costa est de Sud-àfrica, i el fred Benguela (blau) al llarg de la costa oest.

Les aigües que originen el Corrent d'Agulhas són el Corrent de l'Est de Madagascar (25 Sverdrups), el Corrent de Moçambic (5 Sverdrups) i una part reticulada del mateix Corrent d'Agulhas (35 Sverdrups). El transport net del Corrent d'Agulhas s'estima en 100 Sv. El corrent flueix des de Maputo a la punta d'Agulhas Bank (Cap Agulhas).
En el sud-est de l'oceà Atlàntic el Corrent d'Agulhas retroflecteix (es gira cap ell mateix) degut a interaccions amb el Corrent Circumpolar Antàrtic. S'estima que uns 85 Sv (Sverdrups) del transport net tornen a l'oceà Índic per aquesta retroflexió.

### Corrents que hi ha a l'extrem sud d'Àfrica
Hi ha tres corrents importants: El Corrent Circumpolar Antàrtic (WWD), el Corrent de Benguela i el Corrent d'Agulhas.
El corrent d'Agulhas està format per la confluència dels càlids corrents de Moçambic i de l'Est de Madagascar, que es troben al sud-oest de Madagascar. El corrent fred de Benguela prové de l'emergència de l'aigua des de les profunditats fredes de l'oceà Atlàntic contra la costa oest del continent. Els dos corrents Agulhas i Benguela no "es troben" en cap punt de la costa sud d'Àfrica. És a dir, no barregen llurs aigües.

## Propietats biològiques

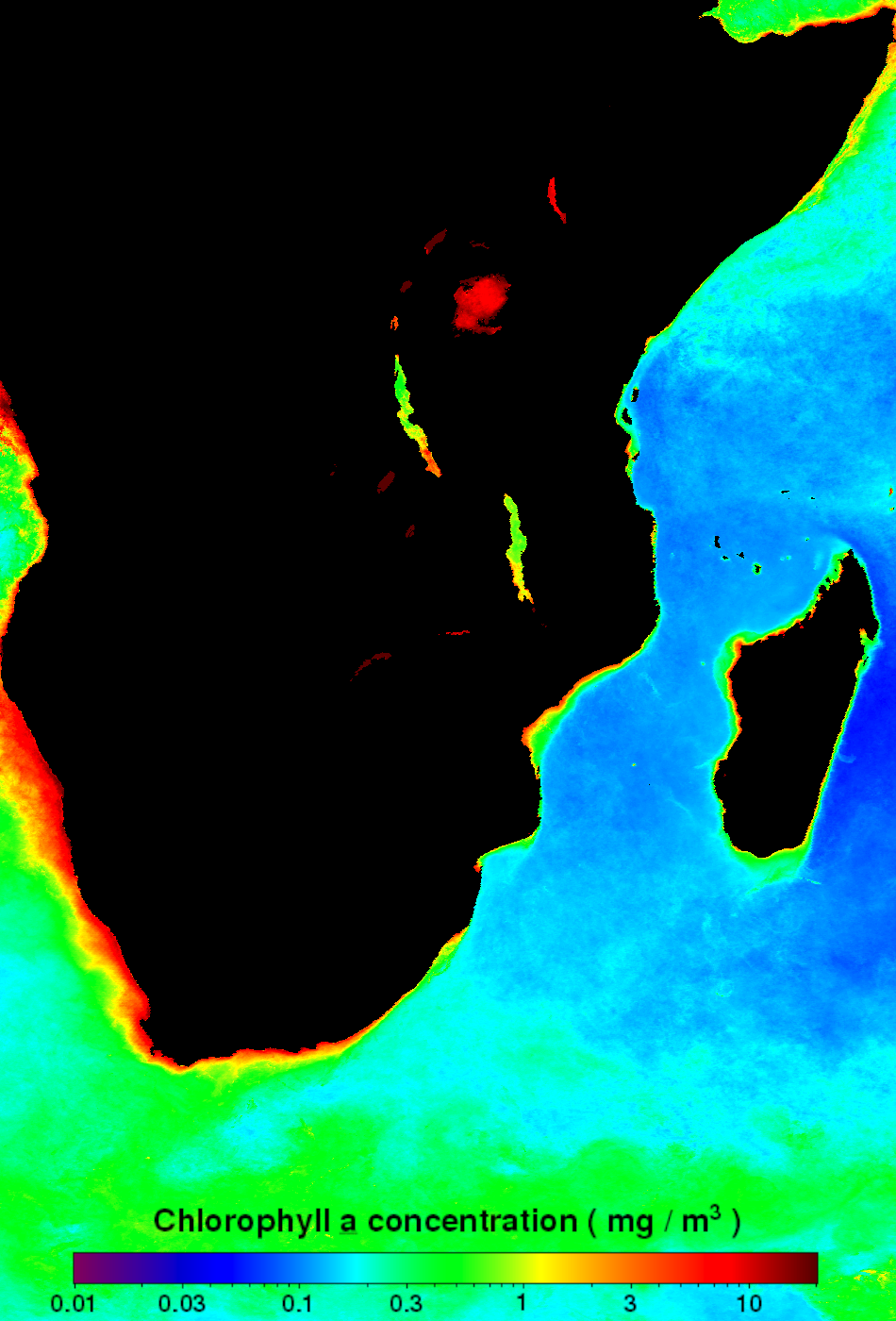
Concentració mitjana de clorofil·la en le Corrent d'Agulhas

### Producció primària
El Corrent d'Agulhas actua com una zona de convergència oceànica, les seves aigües superficials van cap avall i fan aflorar aigües fredes riques en nutrients al sud d'aquest corrent. A més la convergència fa incrementar la concentració del plàncton i per això aquesta zona té una alta producció primària i això és especialment notable en la zona de retroflexió.